# Ftalater
Ftalat (også skrevet som: Phthalat) er en betegnelse for farveløse, fedtopløselige og højtkogende væsker, der bruges som blødgørere i pvc-plast-, farve-, lak- og kosmetikprodukter. Kemisk er der tale om forskellige estere af ftalsyren. Ftalater i plast og andre forbrugsvarer kædes sammen med skadespåvirkninger og risikoen for at dø af en lang række sygdomme.
Ftalater fremstilles ud fra olie og ligner klar vegetabilsk olie. De har ingen eller kun svag lugt. Der produceres omkring 1 million tons ftalater i Europa hvert år, hvoraf 90% anvendes til at blødgøre PVC. 
Ftalaterne er et af flere syntetiske stoffer, der er under alvorlig mistanke for at have østrogen-lignende virkninger på dyr og mennesker. Det betyder, at de kan være medvirkende til at fremkalde de påviselige, hormonelle forstyrrelser, som kan konstateres hos fisk, padder og krybdyr i og ved vandløb, der modtager spildevand. Endvidere er ftalaterne under mistanke for at skade mænds sædkvalitet, ligesom de menes at være medvirkende til det i Danmark stærkt stigende antal nyfødte med misdannelser. Forskning har forbundet ftalater med reproduktive problemer, såsom kønsmisdannelser og nedstigede testikler hos smådrenge og lavere sædtal og testosteronniveauer hos voksne mænd.  Tidligere undersøgelser har også knyttet ftalater til fedme i barndommen, astma, hjerte-karproblemer og kræft. 
Ud fra nuværende viden om forskellige ftalaters giftighed, kan ftalater opdeles oftest i to grupper; de klassificerede ftalater og de ikke-klassificerede ftalater. Den mest anvendte klassificerede ftalat er DEHP, di(2-ethylhexyl)ftalat også benævnt dioctyl phthalate (DOP) eller bis(2-ethylhexyl) phthalate (BEHP), der i 2007 udgjorde 18% af ftalatforbruget og den mest anvendte ikke-klassificerede ftalat er DINP (diisononylftalat), der står for 63% af forbruget[kilde mangler]. 
I 2001 blev det i EU besluttet at klassificere DEHP som reproduktionsskadelig. Hermed tilhører stoffet den gruppe af kemikalier, der betegnes som CMR-stoffer, altså stoffer der på baggrund af dyreforsøg anses for at være enten kræftfremkaldende, mutagene (kan skade arveanlæggene) eller kan skade reproduktionsevnen hos mennesker. Ifølge forskning har biolog Michael Skinner dokumenteret bl.a. at DEHP og DBP giver overvægt og skader reproduktionsevnen i afkom af rotter.
Som følge af EU’s omfattende kemikalieforordning, REACH, vil den fremtidige brug af CMR-stoffer kræve autorisation. Klassificeringen af DEHP har betydet, at man i Europa har oplevet et markant fald i forbruget af denne ftalattype. I 1999 repræsenterede DEHP omtrent halvdelen af ftalatforbruget i EU hvor den i dag altså udgør knap 20%. Dette fald i forbruget af DEHP gælder kun i EU. I resten af verden er DEHP fortsat den mest anvendte blødgører i blød PVC.

## Tabel over de almindeligste ftalater
| Navn                          | Forkortelse | Strukturel formel                   | Molekylvægt | CAS-nr     |
| ----------------------------- | ----------- | ----------------------------------- | ----------- | ---------- |
| Dimethyl phthalate            | DMP         | C6H4(COOCH3)2                       | 194.18      | 131-11-3   |
| Diethyl phthalate             | DEP         | C6H4(COOC2H5)2                      | 222.24      | 84-66-2    |
| Diallyl phthalate             | DAP         | C6H4(COOCH2CH=CH2)2                 | 246.26      | 131-17-9   |
| Di-n-propyl phthalate         | DPP         | C6H4[COO(CH2)2CH3]2                 | 250.29      | 131-16-8   |
| Di-n-butyl phthalate          | DBP         | C6H4[COO(CH2)3CH3]2                 | 278.34      | 84-74-2    |
| Diisobutyl phthalate          | DIBP        | C6H4[COOCH2CH(CH3)2]2               | 278.34      | 84-69-5    |
| Butyl cyclohexyl phthalate    | BCP         | CH3(CH2)3OOCC6H4COOC6H11            | 304.38      | 84-64-0    |
| Di-n-pentyl phthalate         | DNPP        | C6H4[COO(CH2)4CH3]2                 | 306.40      | 131-18-0   |
| Dicyclohexyl phthalate        | DCP         | C6H4[COOC6H11]2                     | 330.42      | 84-61-7    |
| Butyl benzyl phthalate        | BBP         | CH3(CH2)3OOCC6H4COOCH2C6H5          | 312.36      | 85-68-7    |
| Di-n-hexyl phthalate          | DNHP        | C6H4[COO(CH2)5CH3]2                 | 334.45      | 84-75-3    |
| Diisohexyl phthalate          | DIHxP       | C6H4[COO(CH2)3CH(CH3)2]2            | 334.45      | 146-50-9   |
| Diisoheptyl phthalate         | DIHpP       | C6H4[COO(CH2)4CH(CH3)2]2            | 362.50      | 41451-28-9 |
| Butyl decyl phthalate         | BDP         | CH3(CH2)3OOCC6H4COO(CH2)9CH3        | 362.50      | 89-19-0    |
| Di(2-ethylhexyl) phthalate    | DEHP, DOP   | C6H4[COOCH2CH(C2H5)(CH2)3CH3]2      | 390.56      | 117-81-7   |
| Di(n-octyl) phthalate         | DNOP        | C6H4[COO(CH2)7CH3]2                 | 390.56      | 117-84-0   |
| Diisooctyl phthalate          | DIOP        | C6H4[COO(CH2)5CH(CH3)2]2            | 390.56      | 27554-26-3 |
| n-Octyl n-decyl phthalate     | ODP         | CH3(CH2)7OOCC6H4COO(CH2)9CH3        | 390.56      | 119-07-3   |
| Diisononyl phthalate          | DINP        | C6H4[COO(CH2)6CH(CH3)2]2            | 418.61      | 28553-12-0 |
| Di(2-Propyl Heptyl) phthalate | DPHP        | C6H4[COOCH2CH(CH2CH2CH3)(CH2)4CH3]2 | 418.61      | 53306-54-0 |
| Diisodecyl phthalate          | DIDP        | C6H4[COO(CH2)7CH(CH3)2]2            |             | 26761-40-0 |
| Diundecyl phthalate           | DUP         | C6H4[COO(CH2)10CH3]2                | 446.66      | 3648-20-2  |
| Diisoundecyl phthalate        | DIUP        | C6H4[COO(CH2)8CH(CH3)2]2            | 474.72      | 85507-79-5 |
| Ditridecyl phthalate          | DTDP        | C6H4[COO(CH2)12CH3]2                | 474.72      | 119-06-2   |
| Diisotridecyl phthalate       | DIUP        | C6H4[COO(CH2)10CH(CH3)2]2           | 530.82      | 68515-47-9 |